# Дубровин, Юрий Валерьевич
Ю́рий Вале́рьевич Дубро́вин (род. 10 сентября 1984, Калуга) — российский футболист, полузащитник.

## Карьера

### Клубная
Профессиональную карьеру начинал в 2004 году в тольяттинской «Ладе», где отыграл два года. В 2006 году защищал цвета серпуховской «Звезды». В марте 2007 года подписал контракт с белорусским клубом «Дарида». В Высшей лиге Белоруссии дебютировал 15 апреля в матче против солигорского «Шахтёра» (0:3). В августе того же года пополнил ряды санкт-петербургского «Динамо». В 2008—2009 годах защищал цвета «Краснодара». В 2010 году перешёл в «Тюмень». В 2011 году арендован клубом «Луч-Энергия». В июле 2013 года подписал контракт с «Факелом». В феврале 2016 года перешёл в «Калугу», где был капитаном команды. В 2022 году завершил карьеру. 

### Административная
В августе 2022 года назначен на должность исполнительного директора «Калуги». С 2023 года также исполняет обязанности спортивного директора клуба.

## Достижения
- Победитель зоны «Центр» Второго дивизиона: 2014/15
- Серебряный призёр зоны «Урал-Поволжье» Второго дивизиона (3): 2005, 2010, 2012/13
- Бронзовый призёр Второго дивизиона (3): 2007 (зона «Запад»), 2008 (зона «Юг»), 2013/14 (зона «Центр»)